# Coquimbo (region)
Región de Coquimbo är en av Chiles 15 regioner. La Serena är huvudstad och även största stad, som ligger enbart några kilometer från den näst största staden i regionen, Coquimbo. Regionen ligger ungefär 400 kilometer norr om huvudstaden Santiago.

## Geografi
Regionen består av tre provinser, Provincia de Elqui, Provincia de Limarí och Provincia de Choapa. Hela regionen är den smalaste delen av Chile och därmed bland de bergigaste då Anderna går närmare havet i regionen än i övriga Chile. I regionen finns dalen Elqui Valley, där det odlas mycket vindruvor, främst för tillverkning av spritdrycken Pisco. Det finns även många observatorier i dalen på grund av den väldigt ofta molnfria himlen.

## Demografi
Totalt bor det ungefär 603 000 människor i regionen, vilket gör det till den åttonde största regionen i landet. Ungefär hälften av befolkningen bor i Coquimbo och La Serena, som håller på att byggas ihop till en stad. En sjättedel av befolkningen, ungefär 100 000, bor i den tredje största staden i regionen, Ovalle. De resterande två sjättedelarna bor huvudsakligen i Illapel, Vicuña, Salamanca och Los Vilos - alla städer mellan 15 000 och 30 000 invånare.

## Turism
Regionen är en populär turistort på grund av de långa och många stränderna. Många besöker även bland annat Elqui Valley. Merparten av turisterna besöker och bor i La Serena. Turismen är en av de främsta inkomstkällorna för regionen.